# Haapsalu en Läänemaa-museums
Het Haapsalu en Läänemaa-museums is een organisatie in Estse provincie Läänemaa die 5 musea beheert.

## Musea
- Kasteel Haapsalu, een middeleeuws kasteel
- Stadhuis van Haapsalu, een geschiedenismuseum over Haapsalu
- Ests spoorweg- en communicatiemuseum
- Ilon's Wonderland, een kindermuseum gewijd aan Ilon Wikland
- Ants Laikmaa huismuseum, de museumwoning van Ants Laikmaa